# Phare du Tréhic
Le phare du Tréhic est situé dans la commune du Croisic, dans le département français de la Loire-Atlantique. Il est édifié à l'extrémité de la jetée du même nom.

## Présentation
La jetée
La jetée du Tréhic est construite entre 1839 et 1844 par un entrepreneur d'Amboise, Sylvain Deslandes, sous la conduite de l'ingénieur Jules Maillard de la Gournerie. Ce brise-lames de granit long de 858 mètres protège l'entrée du port et des traicts du Croisic en atténuant les courants violents. Jusqu'en 1868, seule une balise en bois marque l'extrémité de la jetée.

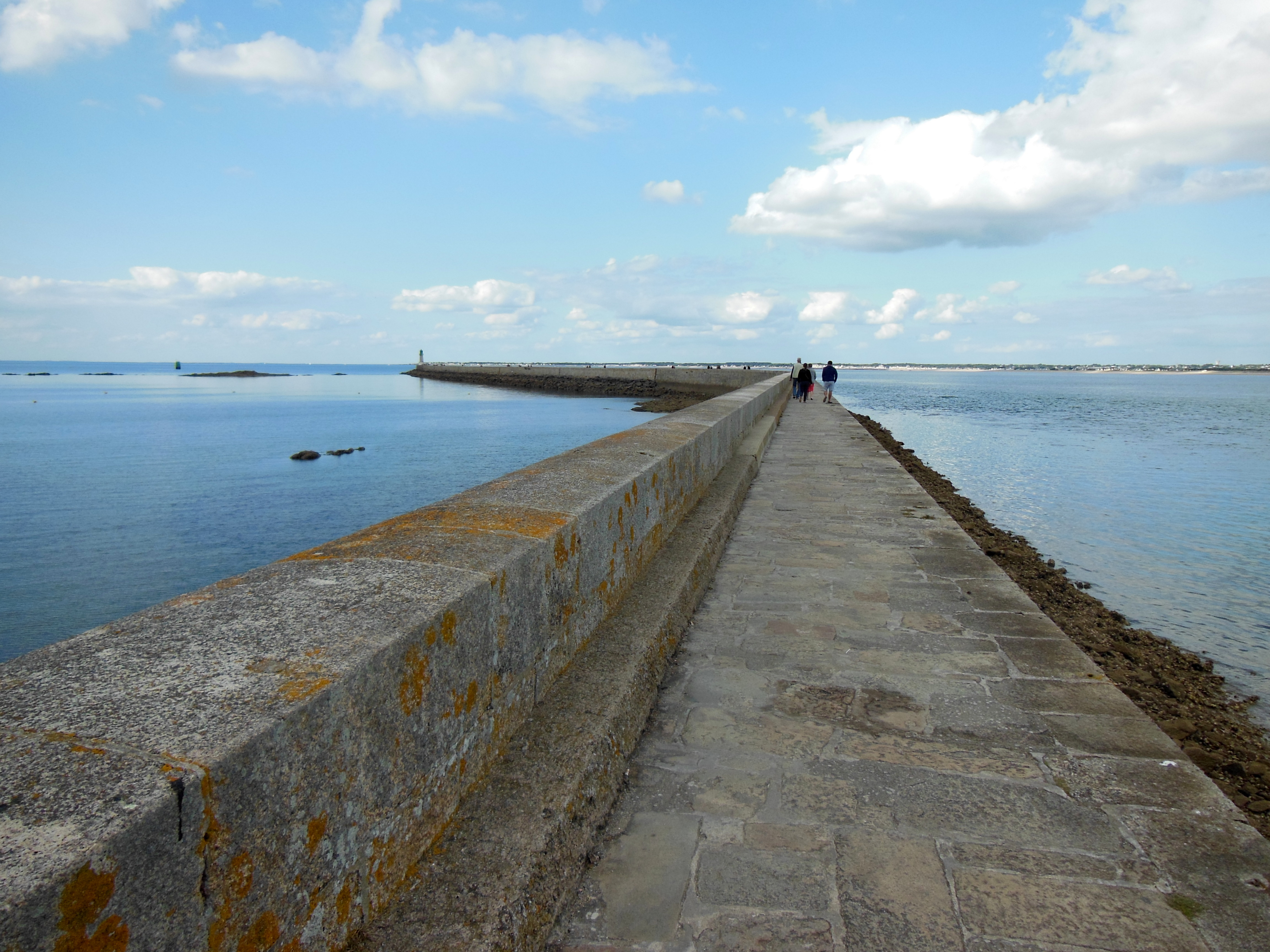
Jetée du Tréhic.
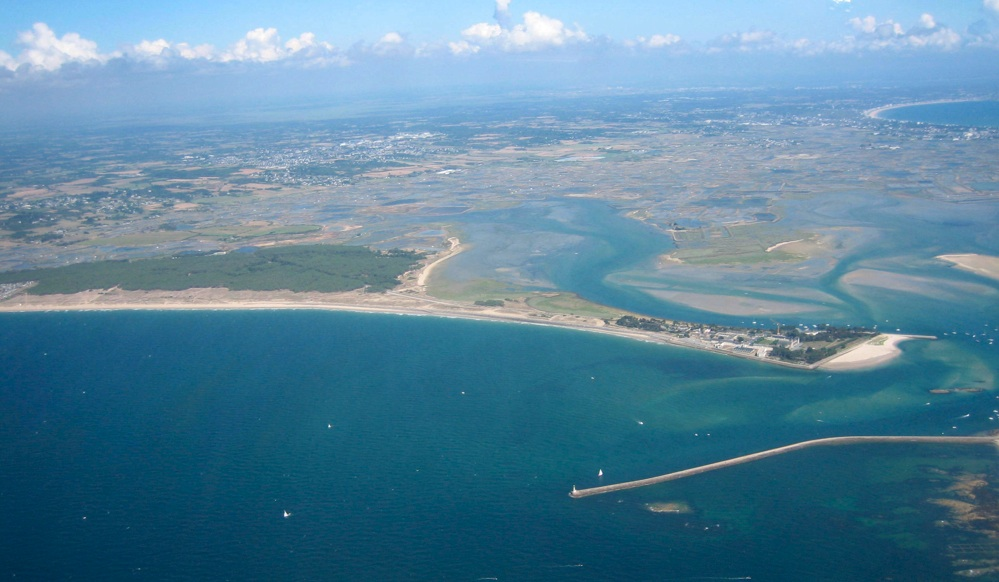
Vue aérienne des traicts du Croisic, entre la pointe de Pen-Bron et la jetée du Tréhic. Le phare du Tréhic est visible à l'extrémité de la jetée.

Le phare
Le phare est construit de 1869 à 1872 par l'ingénieur des ponts et chaussées Chatonay et l'entrepreneur nantais Pierre Jeanneau sur le musoir de la jetée du Tréhic. Électrifié en 1950, il signale l'accès au port du Croisic qui peut être gêné par des hauts-fonds. Sa tourelle de neuf mètres de haut en pierres de taille des carrières de Batz-sur-Mer est surmontée d'une lanterne métallique, remplacée en 1963, aux vitres teintées de vert.

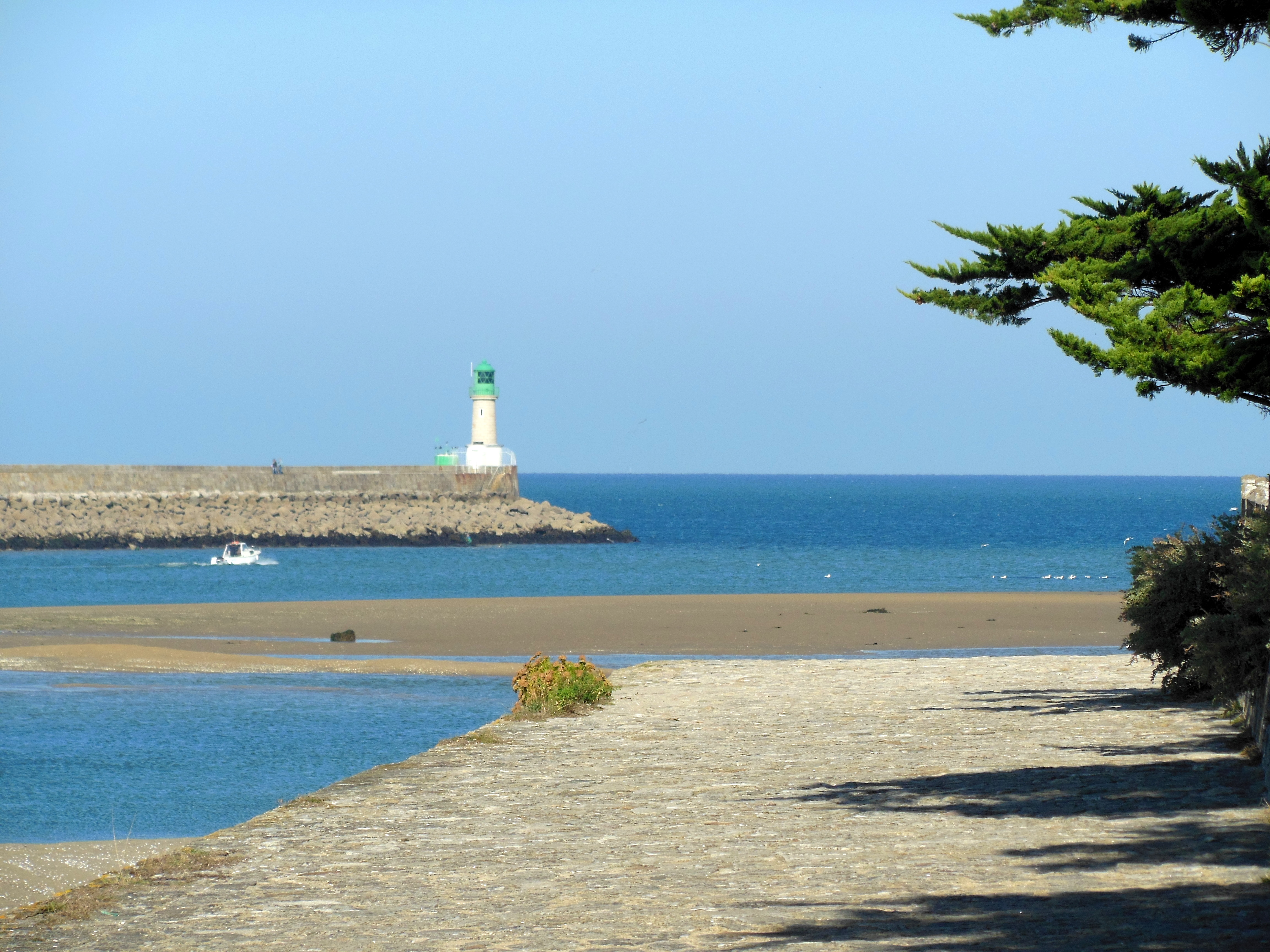
Phare du Tréhic vu de Pen-Bron (dans la commune voisine de La Turballe).
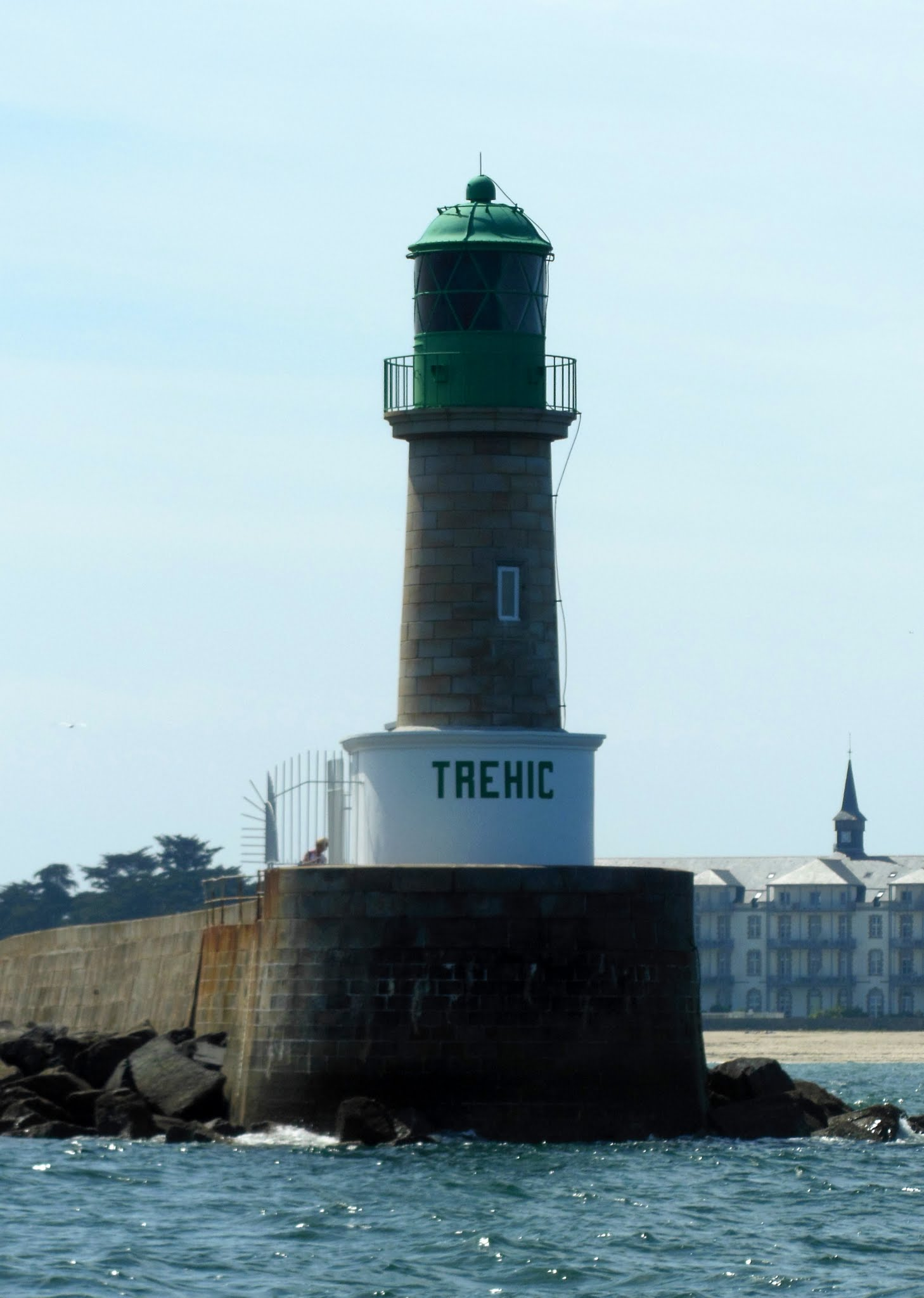
Phare du Tréhic, vu du large.

La maison du gardien
La maison du gardien du phare est construite en même temps que le phare lui-même, au départ de la digue sur le côté droit. Ce logement est en forme de fer à cheval, selon la forme de l'ancienne batterie de défense côtière qui protégeait le port à cet endroit et qui sert de soubassement au bâtiment actuel. Il dispose d'une cour intérieure, son fronton et la grille d'entrée sont à l'emblème du service des phares et balises.

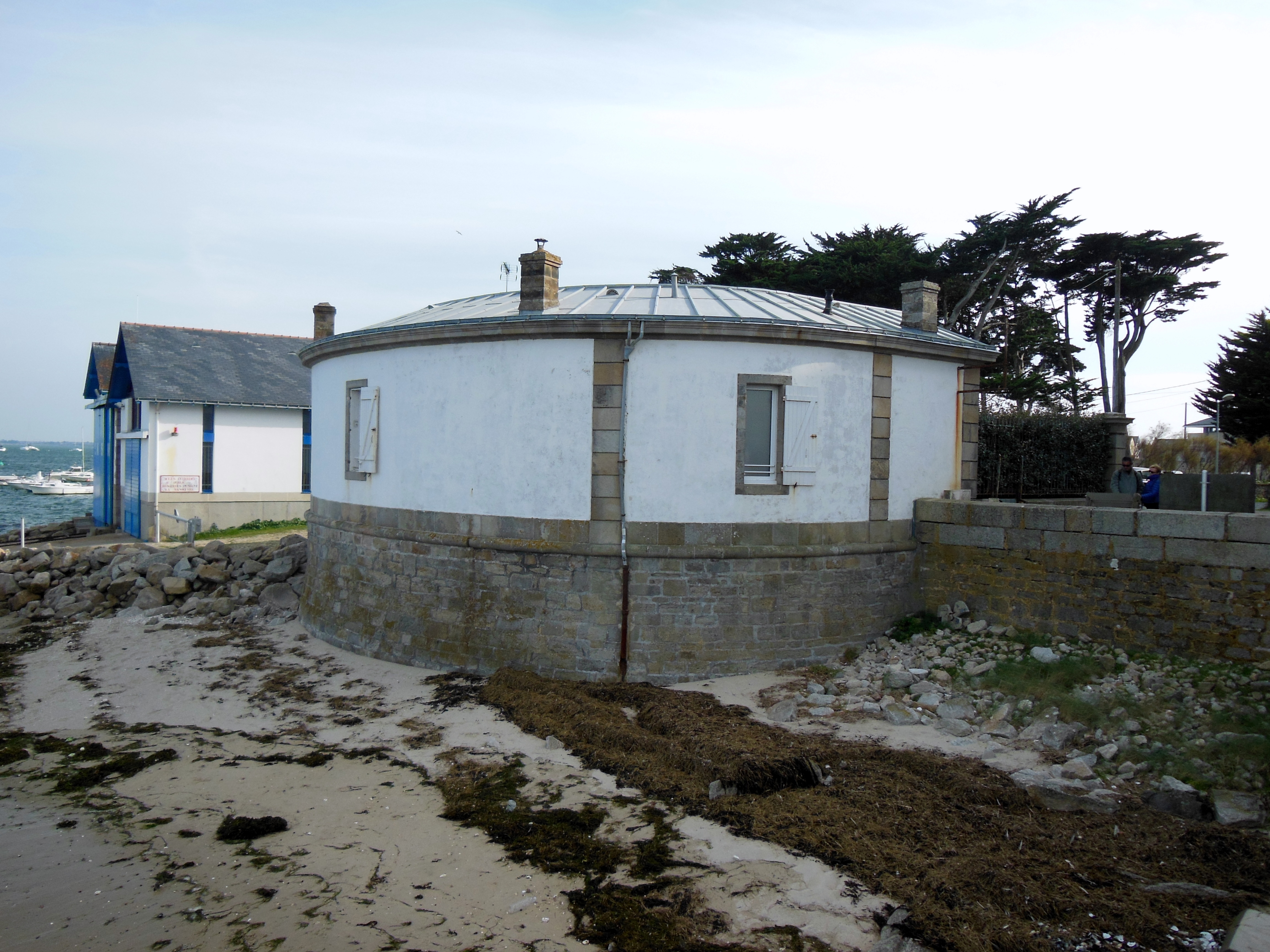
Maison du gardien du phare.
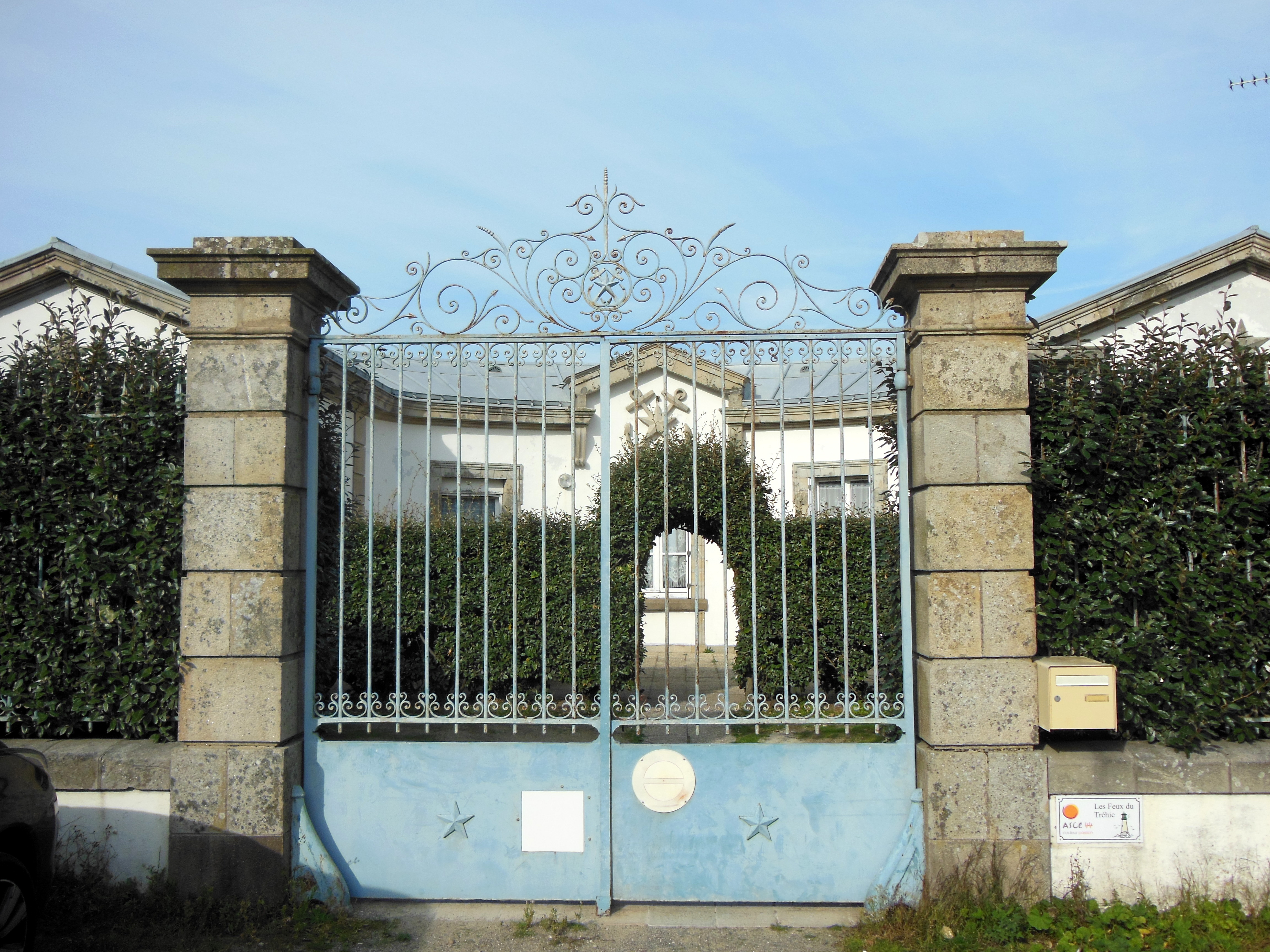
Portail et cour intérieure.
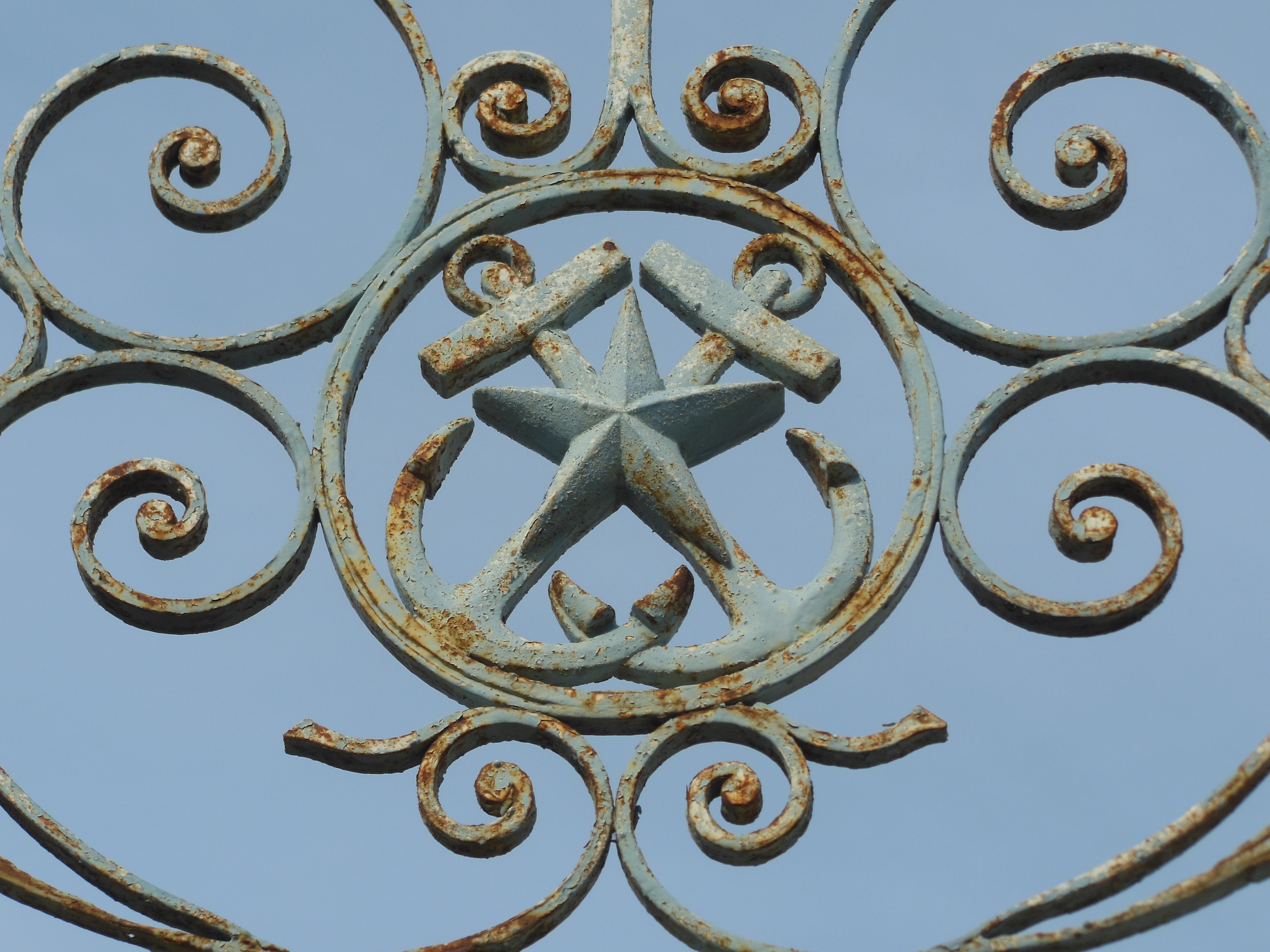
Détail du portail, à l'emblème du service des phares et balises.